# Euroskate
Euroskate bylo mistrovství Evropy ve skateboardingu, které se konalo 14. – 16. října 1988 v Praze. 

## Popis události
Ve dnech 14. – 16. října 1988 se v Praze ve Sportovní hale v Holešovicích uskutečnilo mistrovství Evropy ve skateboardingu. Závodu Euroskate se účastnilo celkem šestnáct zemí Evropy: Bulharsko, Československo, Lotyšsko, Východní Německo, Rakousko, Belgie, Dánsko, Francie, Finsko, Itálie, Nizozemsko, Španělsko, Švédsko, Švýcarsko, Velká Británie a Západní Německo. Ojedinělé setkání skaterů z východního a západního bloku bylo podle slov švédského reprezentanta Janiho Söderhälla: „nejdůležitější mistrovství, jaké se kdy konalo, a poslední místo, kde ještě všechny skateboardové disciplíny držely pohromadě jako jedno velké společenství. Euroskate se konal na zimním stadionu, kde se hrávalo i hokejové mistrovství světa. Skateři ze Západu nikdy nic podobného neviděli. Byli vítáni s úctou ve skateboardingu dosud nepoznanou. Překvapením byla skvělá organizace, skvělé publikum a poprvé ze skateboardové akce – živý televizní přenos vysílaný do celé Evropy. Stanice Eurosport opakovala záznam nedělního finále v následujících letech ještě několikrát“.
Strůjci myšlenky i úspěchu Euroskate ’88 byli Martin Kopecký a Luděk Váša. Díky svým kontaktům na světové skateboardové scéně a obratnosti v jednání s politickými a společenskými strukturami dokázali závod prosadit jako neoficiální, ale plnohodnotné mistrovství Evropy. Na úspěchu celé akce se podílely Tělovýchovná jednota PKOJF působící v pražských Holešovicích a komunita českých a moravských skateboardistů.

### Martin Kopecký
Martin Kopecký se narodil dne 24. dubna 1964 v Litomyšli, zemřel dne 21. listopadu 2011 v Praze.
Martin Kopecký od roku 1983 vedl Českou skateboardovou asociaci, ve které zorganizoval do té doby živelně se rozvíjející skateboarding. Tomu dal formu a na státních institucích nezávislý a fungující systém. Později jeho organizační expanze zacílila na celou východní Evropu, pomáhal s udržováním informačních toků skaterům z Litvy, Maďarska, Bulharska a NDR, tedy těm, kteří na rozdíl od Čechoslováků nemohli vyjet na závody do západní Evropy. V červnu 1987 byl na zasedání v západoněmeckém Münsteru zvolen předsedou Evropské skateboardové asociace. Zde prosadil a zavedl podle československého modelu systém Evropského poháru a dále koordinoval činnost jednotlivých zemí. Vrcholem jeho snažení byly CS Open v říjnu 1987 v Brně, Euroskate v říjnu 1988 v Praze a finálový závod Evropského poháru v říjnu 1989 v Brně. V roce 1989 spolu s Janem Šikem a Tomášem Potůčkem založil první českou skateboardovou distribuční společnost – Rock‘n‘Roll. Po roce 1990 rozšířil své pole působnosti o hru v šipky, ve kterých se stal mistrem republiky i prvním českým reprezentantem. V roce 1999 založil pánský klub „krasoplavců“, s nímž o rok později odjel do australského Sydney na XXVII. olympijské hry.

## Reprezentace Československa
- Martin Beringer (freestyle)
- Marek Gebala (u-rampa, streetstyle)
- Roman Hanzlíček (skok vysoký)
- Marek Choc (freestyle)
- Petr Karlíček (u-rampa, streetstyle)
- Jiří Konečný (u-rampa, streetstyle)
- Jaroslav Kožušník (slalom)
- Petr Löwy (freestyle)
- Tomáš Potůček (freestyle, streetstyle)
- Ivan Rohánek (slalom)
- Jan Šik (u-rampa, streetstyle)
- Ivo Škrabal (slalom)
- Josef Štefka (slalom)
- Luděk Váša (skok vysoký)
- František Zíka (u-rampa)

## Výsledky jednotlivých disciplín

### Skok vysoký
1. Luděk Váša (ČSSR)
2. Michael Rall (Západní Německo)
3. Roman Hanzlíček (ČSSR)

8. Josef Štefka (ČSSR)

### Speciál slalom
1. Luca Giammarco (Itálie)
2. Jani Söderhäll (Švédsko)
3. Paolo Gatti (Itálie)

5. Josef Štefka (ČSSR)

### Paralelní slalom
1. Jani Söderhäll (Švédsko)
2. Paolo Gatti (Itálie)
3. Daniel Riedoli (Švýcarsko)

### Freestyle
1. Günter Mokulys (Záp. Německo)
2. Shane Rouse (Velká Británie)
3. Christian Seewaldt (Záp. Německo)

 17. Tomáš Potůček (ČSSR)
21. Petr Löwy (ČSSR)
23. Marek Choc (ČSSR)
25. Martin Beringer (ČSSR)

27. Tomáš Charouz (ČSSR)

### Streetstyle
1. Mark Fowlie (Dánsko)
2. Søren Aaby (Holandsko)
3. Rasmus Skousen (Dánsko)

### U-rampa
1. Claus Grabke (Záp. Německo)
2. Nicky Guerrero (Dánsko)
3. Florian Böhm (Záp. Německo)

25. František Zíka (ČSSR)
28. Petr Karlíček (ČSSR)

29. Jan Šik (ČSSR)